# Enderleinellus dremomydis
Enderleinellus dremomydis är en insektsart som beskrevs av Ferris 1920. Enderleinellus dremomydis ingår i släktet Enderleinellus och familjen ekorrlöss. Inga underarter finns listade i Catalogue of Life.